# أوغنين ليكيتش
أوغنين ليكيتش هو لاعب كرة قدم صربي في مركز الوسط، ولد في 7 يناير 1982 في شاباتس في صربيا. لعب مع أريس ليماسول ومكابي بتاح تكفا ونادي بروليتر نوفي ساد ونادي تساليه ونادي فويفودينا وهابوعيل تل أبيب.

## وصلات خارجية
- أوغنين ليكيتش على موقع قاعدة بيانات كرة القدم.إي يو (الإنجليزية)
- أوغنين ليكيتش على موقع Soccerway.com (الإنجليزية)
- أوغنين ليكيتش على موقع عالم كرة القدم.نت (الإنجليزية)